# Caryl Rivers
Caryl Rivers (geboren 19. Dezember 1937) ist eine US-amerikanische Schriftstellerin und Journalistin.
Ihr 1984 erschienener Roman „Virgin“ war ein New York Times Bestseller, in Deutschland wurde er in der Übersetzung von Monika Curths unter dem Titel Jungfrau – nein, danke! in mehreren Auflagen publiziert. Artikel von Rivers erschienen beispielsweise in The Huffington Post, New York Times, Washington Post, Boston Globe und Los Angeles Times.
Rivers lehrt als Professorin für Journalismus an der Boston University. Im Jahr 1979 gehörten sie und der Historiker Howard Zinn zu einer Gruppe von Fakultätsmitgliedern der Boston University, denen, als sie das Streikrecht geistlicher Mitarbeiter der Universität verteidigten und sich weigerten, einen Streikposten zu passieren, mit Entlassung gedroht wurde. 2008 wurde Rivers von der Society of Professional Journalists, der ältesten amerikanischen Journalistenvereinigung, mit dem „The Helen Thomas for Lifetime Achievement“ für ihr Lebenswerk geehrt.

## Publikationen (Auswahl)
- Jungfrau – nein, danke! Ullstein Verlag Frankfurt 1990 ISBN 978-3-548-22277-6
- Girls wie wir. Ullstein Verlag Frankfurt 1990 ISBN 978-3-548-22322-3
- Girls forever brave and true. Futura 1988 ISBN 978-0-7088-3641-5
- Selling anxiety: how the news media scare women University Press of New England Hanover 2008 ISBN 978-1-58465-737-8
- mit Rosalind Barnett, Grace K Baruch: Beyond sugar and spice. Putnam New York ISBN 978-0-399-12164-7